# Bundesstraße 160
La Bundesstraße 160 était un projet de Bundesstraße dans le Land de Saxe.

## Géographie
En tant que liaison rapide est-ouest, les zones industrielles de Boxberg et Schwarze Pumpe peuvent être mieux développés par leur proximité avec la Bundesautobahn 13 et, en même temps, le trafic transfrontalier vers la Pologne (voïvodie de Lubusz). À cette fin, un autre poste frontière ouvre entre Sagar et Łęknica pour soulager le passage Bad Muskau/Łęknica.
Les communes de l'intercommunalité de Schleife (Schleife, Groß Düben et Trebendorf) se prononcent contre le tracé privilégié de la "route nord B 160". Une partie du tracé aurait traversé d'éventuelles zones de réinstallation de la mine à ciel ouvert de Nochten. Dans le cadre de l'accord de Trebendorf sur la réinstallation du quartier de Hinterberg, le ministre-président saxon Stanislaw Tillich annonce qu'il n'y aurait pas de double charge pour les communes de l'exploitation minière à ciel ouvert et de la route principale très fréquentée.

## Histoire
Dans les années 1990, le nom de travail est initialement Bundesstraße 156a dans la section de Weißwasser (B 156) à Spremberg (B 97). Dans le même temps, une Bundesautobahn 16 est dans la planification préliminaire, elle devrait former une liaison à haut niveau entre Senftenberg (A 13) en direction de Bad Muskau/Żary (A18 polonais) dans son itinéraire sud.
Le nom de travail du projet est ensuite appelé Bundesstraße 160. En 1992 et 2003, la route est incluse dans le besoin urgent du plan fédéral d'infrastructure de transport. Cependant, la procédure d'aménagement du territoire n'est ouverte qu'en 2011. Les coûts du tronçon de 21 kilomètres entre Hoyerswerda (B 97) et Weißwasser (B 156) sont estimés à 35,2 millions d'euros.
Le 29 juillet 2011, le plan fédéral d'infrastructure de transport est arrêté. Le ministère fédéral des Transports cesse la planification préliminaire. La raison invoquée est qu'une nouvelle autoroute polluerait trop l'environnement. Une éventuelle construction de la Bundesstraße devrait être réexaminée en 2030 au plus tôt.
Après l'arrêt de la planification de la B 160, la construction d'une Staatsstraße est lancée et incluse dans le plan de développement du Land de Saxe. Des sections de routes existantes doivent être incluses dans la Staatsstraße. Il est prévu de relier la Bundesstraße 97 à Schwarze Pumpe à la Spreestraße (K8481), qui mène de Boxberg à Neustadt/Spree. Les sites industriels de Boxberg et Schwarze Pumpe seraient ainsi intégrés au tracé de la Staatsstraße.